# Hiitola
Hiitola (em russo:  Хийтола; em finlandês:  Hiitola) é uma localidade rural no distrito Lakhdenpokhsky da República da Carélia, na Rússia.
O nome finlandês do assentamento (Hiitola) deriva de "Hiisi", o nome de um espírito da floresta na mitologia careliano-finlandesa.